# 黃貫中
黃貫中（英語：Paul Wong Koon Chung，1964年3月31日—），香港男歌手、音樂人、詞曲作家及製作人，其搖滾樂隊Beyond主音吉他手的身份最廣為人知。2012年黃貫中奪得「新城全球勁爆搖擺歌手」大獎，是繼Beyond樂隊靈魂人物黃家駒後再得到殿堂歌手榮譽的Beyond樂隊成員，其妻子為藝人朱茵，兩人育有一女。近年亦北上中國大陸發展。

## 早期生活及Beyond時期
黃貫中早年居於九龍城，童年時已經十分喜愛繪畫，曾立志成為畫家。他曾就讀京士柏的循道學校，1976年畢業於土瓜灣的東莞同鄉會學校下午校（同屆畢業生尚有導演葉偉信），在校時曾取得美術比賽冠軍獎項。及後於新蒲崗的李求恩紀念中學畢業後在香港理工學院（現香港理工大學）修讀設計時，因緣際遇下經鼓手葉世榮介紹認識黃家駒等人，擔任Beyond首個音樂會設計工作，其後更成為樂隊一分子。由於曾於廣告公司任職設計師，黃貫中除了彈結他之外，也會不時擔任樂隊美術工作，例如《再見理想》盒帶封套設計、1991年Beyond《生命接觸演唱會》服裝設計。
歌唱方面，黃貫中在1988年Beyond專輯《現代舞台》開始參與歌曲的主唱部份，同年樂隊推出另一張專輯《秘密警察》，其主唱之《大地》成為他在Beyond時代最廣為人知歌曲之一。此外，他也開始參與劇集演出。Beyond在日本發展期間，黃貫中表示想專注結他彈奏，因此其演唱部份亦相對減少。
1993年6月30日，Beyond主唱黃家駒意外去世，其後黃貫中與樂隊低音結他手黃家強一起撐起Beyond主音歌手的擔子，繼續以樂隊名義發表不少音樂作品。惟因與黃家強在意見及音樂理念上出現分歧，使Beyond決定於1999年宣布個人發展，雖然在2003年20週年時一度重組，但最終在2005年正式解散。

## 個人發展
1999年底，Beyond宣佈成員作個人發展，黃貫中正式開展其個人音樂事業，曾與好友恭碩良（Jun）、麥文威（LMF成員）、Dino Acconci（夏健龍，Soler成員）組成樂隊「汗」。此後開設了新的錄音室Polar Bear Studio，黃貫中所有的專輯皆在此灌錄及制作。其後簽約香港環球唱片，兩年期間先後推出多張個人專輯和奪得兩次叱咤樂壇唱作人金獎。
黃貫中對參與音樂劇甚感興趣。於2000年參與香港專業劇團「劇場空間」之翻譯音樂劇《夢斷維港》演出，飾演男主角Tony。該音樂劇改編自著名百老匯音樂劇《West Side Story》（《西城故事》），並將之本地化及將背景搬到香港，是次演出並由香港著名指揮家石信之帶領香港新愛樂交響樂團，於香港文化中心海傍作戶外演出。黃貫中對能與音樂界著名指揮家合作感到非常榮幸。
2002年11月，黃貫中在香港體育館舉行首次個人演唱會《Play It Loud演唱會》。與環球唱片約滿後，成為香港獨立音樂人。其後於2004年自資出版粵語專輯《我在存在》。
2005年在Beyond解散前，作為Beyond成員在香港體育館舉行8場演唱會，參與Beyond的最後一次世界巡迴演唱會。之後擔任香港商業電台森美小儀歌劇團音樂劇《亞卡比槍擊事件》音樂總監，創作劇中歌曲。
2006年4月簽約中國華納唱片，正式進軍中國內地市場，10月於香港體育館再次舉行個人演唱會，名為《黃貫中香港演唱會2006－狂人習作之音樂篇》並出版EP《狂人習作》。
除了幕前演出，黃貫中近年積極從事幕後製作，成立製作公司 Polar Bear Production Co.，為其他歌手作曲及監製歌曲，曾經合作之歌手包括劉德華、李克勤、許志安、陳小春、林海峰、莫文蔚、梁詠琪、何超儀、軟硬天師、LMF等，也為Soler及Tatflip兩支新進樂隊之作品填詞。
2008年6月10日，在香港會議展覽中心與黃家強、葉世榮、黃耀明、太極樂隊、小島樂隊、林一峰、周國賢、at17、Soler、Kolor一起參與《別了家駒十五載 海闊天空音樂會》，當晚高潮是Beyond三位前隊員3年來再次同台演唱他們的名曲《海闊天空》，這也是他們唯一一次在香港同台演出。11月，黃貫中與其他幾位藝人為now寬頻電視拍攝紀錄片《一個地球》，該節目於2008年12月12日於now寬頻電視now香港台播出。
2009年7月，黃貫中與之前一直盛傳不和的Beyond隊友黃家強在香港體育館演出一連三場的《黃家強 x 黃貫中 This is Rock & Roll Live In Hong Kong 2009》演唱會，嘉賓有五月天，黃耀明，太極樂隊，陳奕迅。
2010年1月，繼07年海洋音樂祭後，黃貫中在台灣歌迷期待下於台北華山Legacy演出小型售票演唱會，全場歌迷熱情加感動。3月20日，與黃家強在廣州中山紀念堂舉辦了《黃家強 x 黃貫中 一生樂與怒 廣州演唱會》。10月2日，再次和黃家強合作，在馬來西亞舉行《一生樂與怒 Rock & Roll Live In Kuching 2010》演唱會。10月4日，飛往北京參與「北京朝陽公園世界城市音樂節」。11月6月，到成都出席酒吧小型演出。11月27日，与女友朱茵携手出席《2010星尚大典》頒獎典禮。12月6日，出席 新能量發佈會。12月16日，擔任李玟南寧演唱會的嘉賓。12月31日，到馬來西亞與葉世榮一起參與《1 Utama 2010 Countdown Concert》。
2011年2月24日，出席「慈善國際拳賽2011」記者會。3月30日，出席「國際流行音樂季」記者招待會。4月8日，擔任「LMF告別演唱會」嘉賓。4月30日，赴馬來西亞參與「亞洲音樂節2011」，並出任亞洲音樂節宣傳大使和創作宣傳歌曲《愛又怎麼樣》。5月1日，赴北京參與中國樂谷「北京國際流行音樂季2011」，發表的新歌〈一念之間〉成為青少年反毒活動的宣傳歌曲。5月20日，到台灣北京舉行第一場的「Paul Wong X The Postman Deliver」音樂會，展開這一年以「傳遞」概念作為主題的巡迴演唱會。其樂隊班底正式命名為「The Postman」，其他成員包括黃貫其、老占和張以式。5月31日，出席在九龍灣國際展貿中心舉辦的「世界泰拳及綜合格鬥2011」。6月14日，參與 香港 HardRock Cafe「40周年Founder's Day慶祝派對兼第四場開幕派對」。7月10日，在香港舉辦第二場「Paul Wong X The Postman Deliver」小型音樂會，派出單曲《Can't Bring Me Down》。8月6月，出席「新城國語力頒獎典禮」，并奪下兩個獎項，分別是：新城國語力歌曲獎和亞洲搖滾歌手獎。8月12日，展開「Paul Wong & The Postman X 鐘舒漫 Hennessy Artistry Tour 軒尼詩炫音之樂」的第一回合。8月19日，舉行「Paul Wong & The Postman X 鐘舒漫 Hennessy Artistry Tour 軒尼詩炫音之樂」第二回合。9月2日，在澳門新濠天地Club Cubic舉行「軒尼詩炫音之樂第三回合：「黃貫中 & The Postman X 鐘舒漫X何韻詩壓軸音樂派對」。10月29日，在九龍灣國際展貿中心舉辦闊別四年的個人演唱會「Paul Wong X The Postman Deliver Live In Hong Kong」。同時，于當天正式首賣最新專輯《A小調協奏曲》。11月7日，和陳奕迅及吳雨霏合作演出「新城極唱數碼音樂會」。11月11日，出席北京新光天地「G-star Raw Denim Explorer」。11月18日，飛往廣東參與第八屆勁歌王金曲金榜全球華人樂壇年度音樂盛典，並且獲得三個獎項：國語金曲獎，亞洲搖滾歌手獎和最佳搖專輯獎。
2012年1月1日，在澳門出席除夕演出，同時在2011叱咤樂壇流行榜頒獎禮，以Can't Bring Me Down得到專業推介叱咤十大第四位。4月1日，在旺角朗豪坊參與Soliton Live。4月14日，在馬來西亞吉隆坡與黃家強參與「Tiger Asian Music Festival亞洲音樂節2012」。6月24日，在銅鑼灣世貿中心舉行《黃貫中Rockestra Pre-show》。7月13-14日，在香港體育館舉行一連兩場的個人演唱會《Paul Wong Rockestra》，其中與陳豪、林保怡、黃德斌合唱《天與地》片尾曲〈年少無知〉，全場氣氛高漲。11月20日，在香港會議展覽中心與方大同、盧凱彤舉行了《903id club拉闊音樂會 方大同 X 盧凱彤 X 黃貫中》。
2013年1月18日，參加湖南衛視節目《我是歌手》。此後一直與葉世榮在中國內地的音樂會演出。
2016年4月9日，在九龍灣國際展貿中心舉辦《英雄有分數演唱會》。5月7日，在北京糖果三層舉辦《黃貫中「大英雄」新歌北京試聽會》。6月10日，在香港會議展覽中心舉辦 《家駒....愛心延續慈善演唱會2016 》，並參與演出。
2018年6月7至8日，與夏韶聲（Danny Summer），單立文（Pal、豹哥），鄧建明（Joey）及恭碩良（Jun）組成「Hong Kong Band」，於香港體育館舉行一連兩場的「搖滾大俠奏」演唱會。
2019年12月，黃貫中率領香港六大搖滾樂隊Josie & The Uni Boys、Soler、ToNick、Cassette、秋紅以及逆流赴澳門開Show《Let’s Mixture Rock Party融洽搖滾派對》。
2023年，與楊乃文合唱歌曲《釋懷》，收錄在《FLOW》專輯裡。
2024 年，黃貫中推出作品<一夥> ，紀念音樂人陳匡榮

## 個人音樂作品

### 專輯
| 發行日期   | 專輯名           | 語言      | 發行廠商 |
| ---------- | ---------------- | --------- | -------- |
| 2001年1月  | Yellow Paul Wong | 粵語      | 環球唱片 |
| 2001年12月 | 黑白             | 粵語      | 環球唱片 |
| 2002年11月 | Play It Loud     | 粵語      | 環球唱片 |
| 2004年7月  | 我在存在         | 粵語      | 百代唱片 |
| 2007年7月  | 我在存在（國語） | 國語      | 維高文化 |
| 2011年10月 | A小調協奏曲      | 粵語/國語 | 維高文化 |
| TBC        | 碎片             | 粵語/國語 | TBC      |

### 主要演唱會
- 2002年11月， 香港體育館《Play It Loud演唱會》。
- 2006年10月， 香港體育館《黃貫中香港演唱會2006－狂人習作之音樂篇》。
- 2007年5月， 九龍灣國際展貿中心《黃貫中Let's Fight Live Round I & II》。
- 2008年6月， 九龍灣國際展貿中心《黃貫中Let's Fight Live Round III》。
- 2009年7月， 香港體育館《黃家強 x 黃貫中This is Rock & Roll Live in Hong Kong 2009》。
- 2010年1月29日， Legacy Taipei《黃貫中 Legacy Taipei 狂人搖滾演唱會》。
- 2011年5月20日， Legacy Taipei《2011 Paul Wong 黃貫中-Deliver 台北》。
- 2011年10月19日， 九龍灣國際展貿中心《黃貫中 X The Postman Deliver Live in Hong Kong 2011》。
- 2011年12月9日， Legacy Taipei《黃貫中 Paul Wong & The Postman Deliver Taipei Concert》。
- 2012年7月13-14日， 香港體育館《Paul Wong Rockestra 演唱會》。
- 2016年4月9日， 九龍灣國際展貿中心《PAUL WONG黃貫中音樂會 英雄有分數》 匯星STAR HALL。
- 2016年4月30日，台北國際會議中心《PAUL WONG 2016 LIVE in Taipei 黃貫中英雄有分數演唱會》。
- 2016年6月10日， 香港會議展覽中心 《家駒....愛心延續慈善演唱會2016 》。
- 2017年11月-2019年8月，《葉世榮 & 黃貫中 衝動效應Impulse演唱會》。

### 現場錄音專輯
- 2001年6月22日 《特Gig黃貫中現場版》
- 2002年2月9日 《黃貫中+恭碩良 Bar GIG Live》
- 2008年6月 《Let's Fight Live（+DVD）》

### 精選輯
- 2003年4月30日 《非典型搖擺精選》
- 2013年1月15日 《Paul Wong Collection》

### EP
- 2002年4月 《同根》
- 2006年11月 《狂人習作》

### 合作單曲
- 2023年8月 〈釋懷〉(楊乃文 feat. 黃貫中)

### 詞曲創作
| 年份 | 歌手                               | 歌名               | 創作部份            |
| 1997 | 許志安                             | 自尋煩惱           | 作曲/作詞/編曲/監製 |
| 1998 | 莫文蔚                             | Just Say Gooy-Bye  | 作曲                |
| 1998 | 古巨基                             | 無了的飛           | 作曲                |
| 1999 | 林海峰                             | 狂人日記           | 作曲/編曲           |
| 1999 | 陳小春                             | 神經病             | 作曲                |
| 1999 | 許志安                             | 別讓我喝太多       | 作曲                |
| 1999 | 許志安                             | I Can't            | 作曲                |
| 1999 | 莫文蔚                             | 我的天             | 作曲/編曲/監製      |
| 1999 | 周俊偉                             | 了不起             | 作曲/作詞           |
| 1999 | 蘇永康、黃貫中                     | 早唞               | 作曲/編曲/監製      |
| 2000 | 陳曉東                             | 黑色領帶           | 作曲/編曲/監製      |
| 2000 | 康淨淳                             | Drive              | 作曲                |
| 2000 | 謝霆鋒                             | 所有人是傻         | 作曲/編曲/監製      |
| 2001 | 林海峰                             | 好狗               | 作曲/編曲/監製      |
| 2002 | 黃秋生                             | 將進酒             | 監製                |
| 2002 | 王喜                               | 美麗勝天國         | 作曲                |
| 2002 | 朱茵                               | Rainy Days         | 作曲/監製           |
| 2002 | 朱茵                               | 跳起來             | 作曲/編曲/監製      |
| 2002 | 曾國銘                             | 彩色新天地         | 作曲                |
| 2002 | 王嘉明                             | We Can Change      | 作曲/編曲           |
| 2003 | 李克勤                             | 隔夜仇             | 作曲/監製           |
| 2003 | 許志安                             | 明白了吧           | 作曲/作詞/編曲/監製 |
| 2004 | 官恩娜                             | 可以幾愛           | 作曲/監製           |
| 2004 | 許志安                             | 了不起             | 作曲                |
| 2004 | 劉德華                             | 馬龍白蘭度         | 作曲/編曲/監製      |
| 2004 | 陈小春                             | 萬歲               | 作曲/監製           |
| 2004 | 許志安                             | Saturday Night     | 作曲/監製           |
| 2004 | 朱茵                               | 不要惹我           | 作曲/監製           |
| 2004 | 朱茵                               | Ah-oh              | 作曲/監製           |
| 2004 | 朱茵                               | 法術               | 作曲/監製           |
| 2004 | 朱茵                               | 我贏了             | 作曲/監製           |
| 2004 | 梁詠琪                             | 落難皇后           | 作曲/編曲/監製      |
| 2005 | 薛凱琪                             | 你在哪裡           | 監製                |
| 2006 | 軟硬天師                           | 好兄弟             | 作曲/作詞/監製      |
| 2006 | 何超儀                             | 標準太太           | 作曲/作詞/監製      |
| 2006 | 中毒蝎子                           | 作曲/編曲          |                     |
| 2008 | 江若琳                             | 不是娃娃           | 作曲/監製           |
| 2008 | 劉璇                               | 出發               | 作曲/作詞/編曲/監製 |
| 2008 | 林曉培                             | 充氣娃娃           | 作曲                |
| 2008 | 林海峰                             | GO GO 飛龍         | 作曲/監製           |
| 2009 | 張武孝、黃貫中（feat. 森美、小儀） | 早霸王             | 作曲                |
| 2009 | 麥家瑜                             | 不加塑             | 作曲/編曲           |
| 2009 | 譚詠麟                             | 香港香港           | 作曲/編曲/監製      |
| 2009 | 譚詠麟                             | 上次無下次         | 作曲/編曲/監製      |
| 2009 | 林海峰                             | 窮鬼               | 作曲/編曲/監製      |
| 2009 | 麥浚龍                             | Never Said Goodbye | 編曲/結他彈奏       |
| 2009 | Dear Jane                          | 第一個             | 作詞                |
| 2011 | 林保怡、陳豪、黃德斌               | 年少無知           | 作曲/監製           |
| 2015 | Alex Chia                          | 盗亦有道           | 作曲/編曲/監製      |
| 2020 | 鄧麗欣                             | 著地               | 作曲/編曲/監製      |
| 2021 | 披荆斩棘的哥哥                     | 哥哥不想睡觉       | 即兴创作            |

## 派台歌曲成績
註：組合名義的派台歌，請參閱高速啤機、Beyond之頁面。
| 派台歌曲成績         | 派台歌曲成績        | 派台歌曲成績 | 派台歌曲成績 | 派台歌曲成績 | 派台歌曲成績 | 派台歌曲成績                                               |
| -------------------- | ------------------- | ------------ | ------------ | ------------ | ------------ | ---------------------------------------------------------- |
| 唱片                 | 歌曲                | 903          | RTHK         | 997          | TVB          | 備註                                                       |
| 1989年               |                     |              |              |              |              |                                                            |
| 王靖雯               | 未平復的心          | 20           | -            |              | -            | 與王菲合唱                                                 |
| 1999年               |                     |              |              |              |              |                                                            |
| 蘇永康的化粧間       | 早唞                | 3            | 13           | /            | -            | 與蘇永康合唱                                               |
| 2000年               |                     |              |              |              |              |                                                            |
| 再一次想你           | 小姐妳好嘢          | -            | 6            | 3            | 5            | 與李克勤、葉世榮合唱                                       |
| Yellow Paul Wong     | 無得比              | (1)          | 20           | 16           | -            |                                                            |
| 2001年               |                     |              |              |              |              |                                                            |
| Yellow Paul Wong     | 某日                | 4            | 5            | 15           | -            |                                                            |
| Yellow Paul Wong     | 丟架                | 16           | -            | -            | -            |                                                            |
| Yellow Paul Wong     | 香港晚安            | 8            | -            | -            | -            |                                                            |
| 黑白                 | 初哥                | 3            | -            | 10           | 10           |                                                            |
| 同步過冬             | 同步過冬            | 6            | 3            | 12           | 2            | 環球唱片群星合唱                                           |
| 黑白                 | 離開我吧            | 1            | 12           | 1            | 5            |                                                            |
| 2002年               |                     |              |              |              |              |                                                            |
| 黑白                 | Lady                | 4            | -            | -            | -            |                                                            |
| 黑白                 | 自由人              | 2            | -            | -            | -            | 與譚詠麟合唱                                               |
| 同根                 | 同根                | 7            | -            | -            | -            |                                                            |
| 同根                 | 駛乜死              | 2            | -            | 13           | -            |                                                            |
| Play It Loud         | Play It Loud        | 2            | -            | -            | -            |                                                            |
| Play It Loud         | 孩子                | 18           | -            | -            | -            |                                                            |
| 2003年               |                     |              |              |              |              |                                                            |
| Play It Loud         | 人間蒸發            | 17           | -            | 10           | -            |                                                            |
| 2004年               |                     |              |              |              |              |                                                            |
| 我在存在             | 我在存在            | 1            | -            | 2            | -            |                                                            |
| 我在存在             | 6000000             | -            | -            | -            | -            |                                                            |
| 我在存在             | Too Many            | 11           | -            | -            | -            |                                                            |
| 我在存在             | 天使                | 20           | -            | 15           | -            |                                                            |
| 2005年               |                     |              |              |              |              |                                                            |
| 狂人習作             | 原罪犯              | 1            | -            | -            | -            | 森美小儀歌劇團「亞卡比槍擊事件」歌曲                       |
| 狂人習作             | 踩界                | 4            | -            | -            | -            |                                                            |
| 2006年               |                     |              |              |              |              |                                                            |
| 狂人習作             | 逃                  | 2            | -            | -            | -            |                                                            |
| 狂人習作             | 阿博二世            | 2            | -            | -            | -            |                                                            |
| 狂人習作             | 彩色世界            | 8            | -            | -            | -            |                                                            |
| 2007年               |                     |              |              |              |              |                                                            |
|                      | Let's Fight         | 2            | -            | -            | -            | 與眾樂隊合唱                                               |
| 我在存在（國語）     | 季節                | 15           | -            | 4            | -            |                                                            |
| 2008年               |                     |              |              |              |              |                                                            |
| A小調協奏曲          | 目空一切            | 11           | -            | -            | -            |                                                            |
|                      | One On One          | 2            | -            | -            | -            | 與葉世榮、何超、林曉培、Audio Traffic、Soler、24 Herbs合唱 |
| 2009年               |                     |              |              |              |              |                                                            |
| A小調協奏曲          | In The Name Of Rock | 2            | 5            | -            | -            |                                                            |
|                      | 萬歲師表            | 8            | -            | -            | -            |                                                            |
| 2011年               |                     |              |              |              |              |                                                            |
| Bring It On          | Control             | 20           | -            | 2            | -            | 與24 Herbs合唱                                             |
| A小調協奏曲          | Can't Bring Me Down | 1            | 8            | -            | -            |                                                            |
| A小調協奏曲          | 愛又怎麼樣          | 17           | -            | 1            | -            |                                                            |
| A小調協奏曲          | 這是我姿勢          | 3            | 6            | 3            | -            |                                                            |
| Paul Wong Collection | 天與地              | 17           | -            | 4            | -            | 無綫電視劇《天與地》主題曲                                 |
| A小調協奏曲          | Don't Wake Me Up    | -            | -            | 5            | -            |                                                            |
| 2012年               |                     |              |              |              |              |                                                            |
| Paul Wong Collection | 紅黑紅紅黑          | 1            | 1            | 4            | -            |                                                            |
| Paul Wong Collection | 年少無知            | 8            | -            | 2            | -            |                                                            |
| Paul Wong Collection | 新秩序              | 3            | 9            | 2            | -            | 電影《古惑仔：江湖新秩序》電影主題曲                       |
| 2016年               |                     |              |              |              |              |                                                            |
|                      | 我有分數            | 3            | -            | 5            | -            | DBC華語歌曲流行指數：10                                    |
|                      | 延續                | -            | -            | -            | -            | 群星合唱 《家駒...愛心延續慈善演唱會2016》主題曲           |
|                      | 大英雄              | -            | -            | -            | -            |                                                            |
| 2019年               |                     |              |              |              |              |                                                            |
|                      | 何車                | 17           | 20           | 13           | -            |                                                            |

| 各台冠軍歌總數 | 各台冠軍歌總數 | 各台冠軍歌總數 | 各台冠軍歌總數 | 各台冠軍歌總數    |
| -------------- | -------------- | -------------- | -------------- | ----------------- |
| 903            | RTHK           | 997            | TVB            | 備註              |
| 6              | 1              | 2              | 0              | 四台冠軍歌總數：0 |

- 粗體表示冠軍歌
- (1)表示兩星期冠軍歌
- *表示仍在榜上

## 演出作品

### 電視劇
| 年份   | 劇名                               | 角色 |
| ------ | ---------------------------------- | ---- |
| 1987年 | 香港電台《暴風少年》之「黑仔強」   |      |
| 1989年 | 香港電視廣播有限公司《淘氣雙子星》 |      |
| 1999年 | 香港電台《百老薈》之「馬拉松」     |      |

### 電影
| 年份   | 片名                               | 角色                       |
| ------ | ---------------------------------- | -------------------------- |
| 1988年 | 《禿鷹特警隊》（電視電影）         |                            |
| 1989年 | 《但願人長久》（香港電台電視電影） |                            |
| 1990年 | 《吉星拱照》                       | 游向南                     |
| 1990年 | 《開心鬼救開心鬼》                 | 傑                         |
| 1991年 | 《Beyond日記之莫欺少年窮》         | 譚貫中                     |
| 1991年 | 《豪門夜宴》                       |                            |
| 1991年 | 《老豆唔怕多》                     | 譚貫中                     |
| 1998年 | 《生死戀》                         |                            |
| 1999年 | 《生命揸fit人》                    | 阿峰                       |
| 2002年 | 《枕邊凶靈》                       |                            |
| 2004年 | 《墨斗先生》                       | 劫匪                       |
| 2006年 | 《四大天王》                       | 原創音樂及客串演出         |
| 2006年 | 《美好時光》（獨立短片）           |                            |
| 2006年 | 《師奶唔易做》                     | 原創音樂                   |
| 2008年 | 《同門》                           | 原創音樂 咖啡哥            |
| 2013年 | 《古惑仔：江湖新秩序》             | 大佬B                      |
| 2013年 | 《狂舞派》                         | 懲教署感化官，柒良太極師傅 |
| 2014年 | 《末日派對》                       | 健豪                       |

### 廣播劇
| 年份   | 電台名稱     | 劇名                      | 角色   |
| ------ | ------------ | ------------------------- | ------ |
| 2001年 | 香港新城電台 | 《朋友》                  |        |
| 2002年 | 香港商業電台 | 《枕邊凶靈》              |        |
| 2002年 | 香港商業電台 | 《落入凡間的天使5》       |        |
| 2002年 | 香港商業電台 | 《I Love U Boyz萬世巨星》 |        |
| 2007年 | 香港商業電台 | 《黃金少年Season IV》     |        |
| 2008年 | 香港商業電台 | 《最好的時光》            | 王仲旗 |

### 舞台劇
- 2000年「劇場空間」《夢斷維港》 – 演出
- 2005年香港商業電台森美小儀歌劇團《亞卡比槍擊事件》－音樂總監

### 短片
- 2003年now.com.hk《Lost and Found》

### 紀錄片
- 2008年now香港台《一個地球－南極篇》

## 出版作品

### 書籍
- 2009年7月《顛倒》
- 2012年7月《長話短說》

## 展覽
- 2002年7月「燃點希望甘肅行」攝影展@樂富中心
- 2007年9月至10月「狹縫十五年」 – 活在孟加拉的羅興亞難民圖片展@金鐘太古廣場及奧海城二期
- 2024年3月「童城迷路｜Lost in the Magic Kingdom」個人藝術展覽@Shout Art Hub & Gallery

## 個人獎項
- 香港商業電台叱咤903：「第一屆組Band時間組Band選舉－最受歡迎結他手第一位」（1998年2月）
- 《明報周刊》：「演藝動力大獎2001－最突出音樂幕後精英獎」（監製歌曲：《好狗》）
- 香港商業電台：「2001年度叱咤樂壇唱作人金獎」
- 香港商業電台：「2002年度叱咤樂壇唱作人金獎」
- 香港理工大學：「傑出設計校友獎（特別榮譽）」（2004年6月）[12]
- 《HMC》雜誌：「The Most Inspirable Men」（2004年7月）
- 香港作曲家及作詞家協會：「2003/2004年度CASH金帆音樂獎」之「最佳另類作品獎」（得獎歌曲：《我在存在》）
- 香港時裝設計師協會：「2005年十大傑出衣著人士獎」
- RoadShow路訊通：「RoadShow至尊音樂頒獎禮2006－RoadShow至尊歌曲獎」（得獎歌曲：《阿博二世》）
- RoadShow路訊通：「RoadShow至尊音樂頒獎禮2006－至尊創作歌手獎」
- Hong Kong People's Choice Awards：「HKPCA 2006年度音樂大賞－我的第一搖滾歌手/樂隊」
- 廣州《南方都市報》及香港新城電台「第七屆華語音樂大獎－我最喜愛的搖滾歌手」獎（2007年6月）
- RoadShow路訊通：「RoadShow至尊音樂頒獎禮2007－RoadShow至尊歌曲獎」（得獎歌曲：《季節》）
- RoadShow路訊通：「RoadShow至尊音樂頒獎禮2007－至尊創作歌手獎」
- 中華音樂人交流協會：「2007年年度十大專輯」（得獎專輯：《我在存在》（國））
- 香港新城電台: [ 2011年新城國語力頒獎禮] - 亞洲搖滾歌手獎
- 香港新城電台: [ 2011年新城國語力頒獎禮] - 新城國語歌曲(得獎歌曲: 《一念之間》)
- [第八届劲歌王-金曲金榜]- 金曲奖（国语）（得奖歌曲：《一念之间》）
- [第八届劲歌王-金曲金榜]- 亚洲摇滚歌手奖
- [第八届劲歌王-金曲金榜]- 最佳摇滚专辑（得奖专辑：《A小调协奏曲》）
- 香港新城電台: [2011年度新城勁爆頒獎禮]- 新城勁爆殿堂搖擺歌手
- 香港新城電台: [2011年度新城勁爆頒獎禮]- 新城勁爆專輯
- 香港商業電台：「2011年度叱咤樂壇流行榜」——專業推介、叱咤十大第四位 《Can't Bring Me Down》
- 2012年第十二屆華語音樂傳媒大獎：《最佳搖滾藝人》《最佳粵語男歌手》
- 2012年度YAHOO!搜尋人氣大獎：人氣廣告歌曲《紅黑紅紅黑》
- 2012年度YAHOO!搜尋人氣大獎：年度搜尋人氣歌曲《年少無知》
- 香港新城電台: [2012年度新城國語力頒獎禮]-新城國語力亞洲搖滾歌手獎
- 香港新城電台: [2012年度新城勁爆頒獎禮]-新城全球勁爆搖擺歌手
- 香港新城電台: [2012年度新城勁爆頒獎禮]-新城勁爆我最欣賞歌曲《年少無知》
- 香港新城電台: [2012年度新城勁爆頒獎禮]-新城勁爆原創歌曲《紅黑紅紅黑》

## 爭議事件
在2012年9月香港立法會選舉中，因涉嫌在投票站非法拍照觸犯《選舉條例》，2013年1月被警方拘捕。同年3月19日，警方經過徵詢律政司的意見後，決定不起訴黃貫中，只對其作出口頭警告。

## 資料來源
1. ↑  .   [2017-03-22]. （原始内容存档于2021-01-18）.
2. ↑  .   [2017-05-05]. （原始内容存档于2008-05-11）.
3. ↑  .   [2023-01-30]. （原始内容存档于2023-01-30）.
4. ↑  . Kinn's. 1999  [2022-06-04]. （原始内容存档于2022-06-04）.
5. ↑  關栩溢 ，「繼續革命」，《踏著Beyond的軌跡 II - 專輯篇》， 香港: 非凡出版， 2023: 194-204
6. ↑  . www.stephenau.com.   [2023-06-27]. （原始内容存档于2021-10-25）.
7. ↑  .   [2018-06-08]. （原始内容存档于2018-06-12）.
8. ↑  . 明周娛樂. 2019-11-14  [2019-11-19]. （原始内容存档于2021-04-13） （美国英语）.
9. ↑  . 明周娛樂. 2019-12-09  [2019-12-31]. （原始内容存档于2021-04-13） （美国英语）.
10. ↑  原文網址: LMF大飛離世｜話你知其他現任成員近況　有一位做埋經理人 | 香港01 https://www.hk01.com/article/927451?utm_source=01articlecopy&utm_medium=referral
11. ↑  . 芒果TV. 2021-10-23.
12. ↑  .   [2011-06-23]. （原始内容存档于2020-03-15）.
13. ↑  . 東方日報. 2013-01-30  [2019-11-24]. （原始内容存档于2021-04-13） （中文（香港））.
14. ↑  . 太陽報. 2013-11-23  [2019-11-24]. （原始内容存档于2020-09-19） （中文（香港））.

## 外部連結
- 黃貫中的Facebook專頁
- 黃貫中的Instagram帳戶
- 黃貫中的Instagram帳戶
- 黃貫中的新浪微博
- Goon Chung Wong在互联网电影资料库（IMDb）上的資料（英文）
- 黃貫中在香港影庫上的簡介
- 黃貫中在豆瓣上的资料（简体中文）
- 黃貫中在时光网上的簡介（简体中文）